# 미라큘러스: 레이디버그와 블랙캣
《미라큘러스: 레이디버그와 블랙캣》은 프랑스의 텔레비전 애니메이션으로, 프랑스의 Zagtoon과 Method Animation이 제작을 주도했으며, 일본의 도에이 애니메이션과 대한민국의 에스에이엠지 엔터테인먼트가 제작에 참여했다.

## 줄거리
현대 프랑스를 배경으로, 프랑스 소녀 마리네뜨 뒤팽-쳉은 레이디버그로 아드리앙 아그레스트는 블랙캣으로 변신해 소원을 이루려고 미라클스톤을 빼앗으려는 호크모스, 마유라, 그리고 호크모스의 검은나비에 지배된 빌런들과 맞서 싸우는 히어로이자 판타지, 로맨스물이다.

## 제작

### 구상 및 개발
《미라큘러스》는 프랑스의 애니메이터 토마스 아스트뤽(Thomas Astruc)의 구상에서 비롯됐다. 아스트뤽은 어떤 여인과의 만남, 일본의 애니메이션 작품, 그리고 수십년간 취미로 읽은 만화를 레이디버그에 대한 영감의 원천으로 꼽았다. 아스트뤽은 프랑스의 텔레비전 채널 Nolife와의 인터뷰에서 '《마법소녀 위치》의 애니메이터로 일하고 있었을 때 무당벌레(영어: ladybug)가 그려진 티셔츠를 입은 어느 여인을 만났다'고 밝혔다. 아스트뤽과 여인은 그림을 주고 받았는데, 이 중 몇몇은 무당벌레와 관련이 있었다. 아스트뤽은 마리네뜨의 머리카락 모양에 대해 '해당 여인의 것에서 따왔다'고 밝혔다. 아스트뤽은 부착식 노트에 레이디버그를 그리면서 해당 인물의 강한 힘을 구상했으나, 무당벌레와 관련된 슈퍼히어로를 어떠한 만화에서도 본 기억이 없었다.
아스트뤽은 레이디버그를 만화로 먼저 내고 싶어했다. 그러나 아스트뤽의 프로젝트를 좋아한 제레미 자그(Jeremy Zag; Zagtoon의 창업자)는 레이디버그를 텔레비전 애니메이션으로 만들 것을 제안했다. 당시 25세였던 자그는 애니메이션 업계와 관련한 경력이 없었다.
블랙캣은 '행운을 상징하는 무당벌레와 불운을 상징하는 검은 고양이(영어: black cat)를 짝지어보자'는 구상에서 비롯됐다. 블랙캣을 구상하는 과정에서 DC 코믹스의 캣우먼 등이 참고됐다. 이리하여 《미라큘러스》는 성별을 바꾼 캣우먼과 (마블 코믹스의) 스파이더맨이 한 자리에 모인 모양새가 됐다.
블랙캣을 구상하는 과정에서 펠릭스(프랑스어: Félix)라는 인물이 만들어졌으나, 일본 애니메이션 작품의 일반적인 남자 주인공과 차별화하기 어려워 폐기됐다. 펠릭스 대신 채택된 아드리앙은 보다 흥미로운 이야기를 이끌어낼 것으로 판단됐다. 아스트뤽은 2015년 9월에 트위터에 올린 글에서 펠릭스를 재검토할 수 있다고 밝혔으나, 2016년 2월에 올린 글에서는 좋지 않은 구상이었다고 밝히며 철회됐음을 시사했다.

### 제작 참여 회사
프랑스 칸에서 개최된 2010년 10월도 MIPCOM에서 제작이 발표됐을 때에는 프랑스의 제작사 Univergroup Pictures와 Onyx Films이 제작을 주도하고 Method Animation과 Zagtoon이 참여하는 방식이었다. Onyx Films와 Method Animation의 아통 수마슈(Aton Soumache)는 '파리를 배경으로 유럽적인 성향의 매력적인 슈퍼히어로를 만들고 싶다'고 밝혔다. 당시에는 스테레오스코피 입체영상으로 제작할 계획이었다.
2012년 6월에는 일본 도에이(토에이) 산하 애니메이션 제작사인 도에이 애니메이션의 제작참여가 발표됐다. 프랑스 파리가 배경인 극장판 《하트캐치 프리큐어!》 장편 영화를 내놓은 바 있는 토에이 애니메이션은 일본 밖 수요를 넓히는 데 관심이 있었다. 그러나 대한민국의 삼지 애니메이션이 제작에 참여하고 제작 방식이 3D CGI 애니메이션으로 바뀐 이후, 프로그램의 제작이 완료된 시점에서 토에이 애니메이션은 공동 제작이라는 지위를 유지한 채 책임프로듀서 세 명 (기노시타 히로유키, 고치 류지, Pierre Belletante)의 이름을 크레딧에 올렸다. 토에이는 2D판 PV 제작에만 참여하였고, 2D판 제작이 무산된 이후에는 투자사로만 활동중이다.
2012년 11월 21일에 Zagtoon과 Method Animation, 삼지 애니메이션, SK브로드밴드는 업무협약을 체결하고, 2017년까지 5천만 미국 달러를 투자해 애니메이션 작품 5개를 제작하기로 했다. 이 중 첫번째 작품은 《레이디버그》로, 약 1천만 미국 달러를 투자하기로 했다. 협약에 따라 SK 브로드밴드는 제작된 작품의 대한민국 국내 VOD 출시 권한을 독점하며, 자사의 IPTV인 B TV의 이용자에게 제공한다.

### 애니메이션
2012년 6월에 토에이 애니메이션의 제작참여가 발표됐을 때에는 《미라큘러스》를 일본의 만화나 애니메이션 작품과 비슷한 양식으로 제작할 계획이었다. 같은 해 9월에는 Zagtoon과 Method Animation, 토에이 애니메이션이 당시의 계획에 따라 2D 애니메이션으로 제작한 홍보 영상을 내놓았다. 영상에서는 (전술한) 펠릭스가 블랙캣으로 등장하며, 이후 제작된 TV 프로그램과의 차이는 호크 모스의 외형, 미라클스톤의 모양, 레이디버그와 블랙캣의 변신 장면이 있다. 해당 영상에 삽입된 음악은 이스라엘 출신 음악가인 노암 카니엘(Noam Kaniel, נועם קניאל)이 제작했다.
일본 애니메이션 작품의 양식을 모방한 콘셉트는 성공적이었으나, 2D 애니메이션 작품의 시장성 문제가 제기되었고, 빨간색 배경에 검은색 반점 여러개가 찍힌 레이디버그의 복장은 섬광현상 문제로 애니메이션 작업에 난제가 됐다. 책임 프로듀서 Jared Wolfson은 '자그가 애니메이션 결과물이 영화적(cinematic)이고 장대하며 (epic), 독특하면서 (unique) 색다르길 (different) 바랐다'고 밝혔으며, '아시아와 관련된 영감을 가져다주는' 토에이 애니메이션과의 동업을 이어가겠다고 밝혔고, 《미라큘러스》의 2D 애니메이션 작품을 잠재적인 상품 가치가 있는 것으로 보았다.
2D 애니메이션과 관련한 문제점은 제작 방식을 3D CGI 애니메이션으로 바꿔 해결했으며, 이로써 기동성 있는 카메라 화각을 적용하기도 쉬워졌다. 모델링과 애니메이션 작업은 2012년 11월에 정식으로 제작에 합류한 대한민국의 컴퓨터 애니메이션 스튜디오인 삼지 애니메이션이 맡았다. 제레미 자그는 이후 2015년에 삼지 애니메이션이 대한민국 내 언론을 대상으로 개최한 제작 발표회에 보낸 영상 편지를 통해 '제작 초창기에 삼지의 김수훈 대표를 처음 만났으며, 삼지 쪽 애니메이션 결과물과 렌더링, 제작 품질을 보고 텔레비전 애니메이션에서 장편 애니메이션 영화 수준의 결과를 낼 수 있겠다고 생각했다'는 취지로 발언했다. 아스트뤽과 조감독 윌프리 팽(Wilfried Pain)은 모든 것이 일관되고 이해되기 쉽도록 하고자 즉흥적으로 장면을 만들지 말 것을 애니메이터에게 지시했다. 팽은 한 회당 약 20분에 약 350~400 개의 숏(shot)을, 숏 한 개당 10 개의 패널(panel)을 사용해서 한 회당 약 4000 여 개의 패널을 사용한 것으로 추산했다. Wolfson은 《미라큘러스》의 애니메이션에 역동적인 카메라 화각과 질감을 적용했다고 밝혔다. 새 3D CGI 애니메이션 양식을 적용해 제작한 홍보 영상은 2013년 10월에 공개됐다.

## 설정

### 미라클스톤(Miraculous)
한국어 더빙판에서는 미라클스톤(Miracle Stones)으로 번역되었는데, 감독은 이 번역이 좋지 않다고 여기고 있다.
콰미가 물리적으로 들고 있거나 미라큘러스 안에 있다면 활성화되지만, 인간이 착용하게 되거나 콰미가 빠져나오면 비활성화된다.
초기에는 나비와 공작을 제외, 모든 미라클스톤은 마스터 푸(왕 푸)가 소유하고 있었지만 1기 초기에는 무당벌레와 고양이는 각각 마리네뜨 뒤팽-쳉과 아드리앙 아그레스트에게 소유가 넘어가고, 분실된 미라클스톤인 나비와 공작은 가브리엘 아그레스트가, 한국판 기준 3기 25화까지는 나머지 미라클스톤은 모두 마스터 푸가 소유 중이었지만 3기 26화부터 마스터 푸가 마리네뜨에게 수호자 자격을 넘기면서 (왕푸)가 소유하고 있던 미라클스톤은 마리네뜨가 소유하게 되었다.
무당벌레와 고양이 미라클스톤은 특히 더 강한 힘을 가지고 있으며 각각 창조와 파괴를 상징한다. 또한, 그 두 개를 모두 사용하면 신에 가까운 힘을 가질 수 있다고 한다. 작중에서는 굉장히 오래된 미라클스톤으로, 선사시대 벽화나 고대 그리스의 토기, 중세 유럽의 스테인드 글라스, 일본 에도시대의 니시키에(錦絵)까지 기록이 남아있는 것으로 묘사된다. 심지어 고대의 벽화에도 기록이 남아있다.

### 콰미(Kwami)
팔각함 안에 산다. 한국판에서는 명칭이 요정으로 바뀌었지만, 팬덤에서는 콰미로 불린다. 감독이 Quantic Kami라고 언급한 적이 있는데, かみ[kami]가 일본어로 신을 뜻하여 Quantic Universe의 신일 확률이 높다. 변신 시 힘을 공급하기 위해 미라큘러스에 흡수된다. 콰미가 힘이 빠지면 변신이 풀리며, 식사를 통해 힘을 보충한다. 각자 취향이 달라 음식 또한 각자 다른데, 현재까지 공개된 것으로는 티키는 마카롱과 쿠키, 플랙은 까망베르 치즈를 섭취하고, 플러프는 당근을 섭취한다.트릭스는 청포도를 섭취하고 그외의 콰미도 취향에 따라 음식을 준다.
참고로, 콰미는 개념이지, 물리적인 존재가 아니다. 그래서 콰미들은 모든 곳에 동시에 존재한다. 미라클스톤이란 단지 그들과 소통하기 위해 물체를 통해 그들을 통과시키는 방법일 뿐이다.

### 파워 업 물약
2기 중반부터 나오는 설정으로, 콰미가 일시적으로 사용할 수 있는 능력이다. 마스터 푸의 눈물이 조금 들어가있다. 색마다 능력이 다른데 초록색은 아쿠아보라색은 우주.스페셜 판에서만 등장(물에서 헤엄칠 수 있는 능력), 파란색은 아이스(빙판 위를 다닐 수 있는 능력)를 포함해 7개이다.
레이디버그와 블랙캣은 각각 마카롱과 까망베르 치즈에 물약을 넣어 색깔 마카롱과 색깔 까망베르 치즈를 만들었는데, 이는 필요할 때를 대비해 항상 소지하고 다닌다. 마리네뜨가 가지고 다니는 마카롱은 매직 마카롱(masicarong)이라 불린다.
호크모스가 미라클 스톤 책의 해독본을 가지게 되면서 호크모스와 마유라도 파워 업이 가능할 것으로 보인다. 하지만 호크모스와 마유라 모두 직접 공격에 유리한 타입이 아니라 파워 업을 보기 힘들 것이란 예상도 있다. 악당이나 상상괴물을 조종해 공격하는 능력인데  자신이 직접 변신하는 것보다 비슷한 악당을 만들어 내는 편이 빠르고 편리할 것이다.

### 아쿠마(Akuma)
일본어의 あくま[akuma]가 악마를 뜻한다. 한국판에서는 검은나비로 번역되었다.
호크모스는 평범한 하얀 나비에 자신의 힘을 충전 시켜 부정적인 감정을 가진 사람에게 보내 악당으로 변이시킬 수 있는데, 이를 "검은나비에 지배당하다(Akumatize)"라고 한다. 이때 악당의 모습과 능력은 그 사람의 감정, 생각과 관련된다. 검은 나비는 그 사람이 가진 물건 속으로 들어가며, 그 물건을 부수면 빠져나온다. 빠져나온 검은 나비를 레이디버그가 요요를 이용해 정화하면 다시 하얀 나비로 돌아간다. 그러나 정화하지 않으면 복제되어 많아지고, 원래의 빌런과 같은 복제 빌런들이 만들어져서 군대까지 만들 수 있다.

### 애모크(Amok)
한국판에서는 검은깃털로 번역되었다. 2기 최종화부터 등장하는 설정으로, 부채에서 하얀 깃털을 뽑아 검은 깃털을 만들고, 특정 물체에 파란 깃털을 주입시키면 그 물체를 소유한 인물의 감정이나 의식이 괴수화 된 상상괴물(Sentimonster) 가 형성된다. 다만 한국판기준 3기 24화(억울한 누명)에서는 마유라가 아무 인물과도 관련 없는 열쇠 고리에 깃털을 주입하여 형성된 정체불명의 덩어리를 손으로 직접 빚어내어 레이디버그와 똑같은 센티몬스터를 형성한 것을 보면 어떤 물체든 상관 없이 센티몬스터를 형성할 수 있는 것으로 보인다. 검은 깃털이 잠식될 때의 현상은 "Amokize"라고 칭한다.

### 역대 레이디버그
영어권 레이디버그 위키에 의하면, 미라클스톤 책에 삽화로 등장하는 근세 중국인, 아프리카 힘바족 소녀 무데쿠데쿠, 파라오의 여인 에피소드에서 언급된 고대 이집트인, 히폴리테, 토모에 고젠과 잔 다르크가 역대 레이디버그로 활동했다고 한다.

### Ultimate Mecha Strike III
레이디버그 세계에 등장하는 격투 게임. 경험치를 쌓으면 캐릭터가 커진다. 마리네뜨는 LB-03, 아드리앙은 NADO3, 막스는 MX-01, 그리고 마리네뜨의 아버지 톰 뒤팽은 2TO를 주로 사용한다.

## 등장인물
《미라클스톤 영웅(1기~2기)》
- 레이디버그-마리네뜨 뒤팽-쳉 (드래곤버그, 멀티마우스)

- 블랙캣-아드리앙 아그레스트 (화이트캣)

- 레나루즈-알리야 세제르 (레이디 와이파이, 오블리비오, 레나 루즈)

- 케러페이스-니노 라히프 (버블러, 오블리비오,쉘 쇼커,로켓티어)

- 퀸비-클로이 부르주아 (퀸 와스프, 미라클 퀸, 안티버그,퀸 바나나)

《미라클스톤 영웅(3기)》
- 류코-카가미 츠루기

- 페가수스-막스 칸테

- 바이퍼리온-루카 쿠페

- 킹몽키-라 찌엔 킴

- 버닉스-알릭스 꿉델

- 미라클스톤 악당

- 호크모스-가브리엘 아그레스트

- 마유라-나탈리 생쿼

《미라클스톤 영웅 4기》
- 베스페리아-조이 리

- 폴리마우스-밀렌 아프렐

- 피겔라-로즈 라비용

- 퍼플 타이거리스-쥘레카 쿠페

- 스케라벨라-알리야 세제르 (임시)

- 미스 하운드-사브리나 레인컴프릭스

## 방송
레이디버그의 1기는 한국 표준시를 기준으로 2015년 9월 1일 EBS에서 최초로 방영되었다. 10월 19일에는 프랑스의 TF1에서 방송을 시작하였고, 미국의 니켈로디언에서는 12월 6일에 방영이 되었다. 그 외에도 전세계 100여 개국 이상에서 방영이 되었다. (니켈로디언 방영은 12월 6일 12시로 확정)
대한민국의 경우 SK 브로드밴드의 B tv에서 2015년 9월부터 VOD 서비스를 시작됐다. 성기호 EBS 국장은 원래 레이디버그의 원제목은 ‘미라큘러스 레이디버그’였으나 대한민국 방영 시 어린이들을 배려하여 ‘레이디버그’로 변경하였다고 밝혔다.  조금 더 상세 설명을 덧붙이자면, 제일 처음 제목은 ‘레이디버그’였고, ‘미라큘러스 레이디버그’, 이어서 ‘미라큘러스’ 순으로 원제목이 바뀌었다. 미국과 한국 등 상표권 등록 절차에서 ‘레이디버그’라는 이름과 로고가 문제가 있어서 전 세계 브랜드로 통용될 프로젝트의 확정 제목은 《Miraculous》이고, 시즌 타이틀로는 “Tales of Ladybug & Cat Noir”를 사용하게 되었다.
방영 후 폭발적인 인기로 프랑스 제작사 자그툰 SNS에서 시즌3를 제작한다고 공표하였다.
2기는 프랑스의 TF1에서 2017년 10월 26일부터 방영하기 시작했으며, 한국어판은 EBS가 아닌 투니버스에서 1부가 2018년 4월 2일부터 6월 18일까지 매주 월요일 밤 9시에 방영했으며, 2부가 같은 해 9월 7일부터 매주 금요일 밤 9시에 방영했다. 3기는 투니버스에서 2019년 9월 5일부터, 2020년 6월 5일까지 매주 목요일 밤 9시에 방영하였다가, 매주 금요일 밤 8시에 방영했다. 4기는 EBS에서 2022년 12월 26일부터 매주 월요일 ~ 화요일 저녁 7시에 방영 중이다.

## 회차 목록
레이디버그는 한 회당 26분씩 총 26화로 이루어져 있다. 한국에선 EBS를 통해 '26화 중 절반은 파트 1에, 나머지 절반은 파트 2에 속한다.' 고 알려졌으나, 공식적으로는 총 26화가 한시즌이다.
아래의 표의 번호는 한국판을 기준으로 쓰여졌다.

### 1기
| 1부 |    | |               |                                                                               |                  |                  |
| 1   | 1  | "분노의 폭풍" 영어: Stormy Weather 프랑스어: Climatika                                                               | 토마 아스트뤽 | 프레드 르누아르                                                               | 2015년 9월 1일   | 2015년 10월 19일 |
| 2   | 2  | "어른들을 돌려줘" 영어: The Bubbler 프랑스어: Le Bulleur                                                             | 토마 아스트뤽 | 토마 아스트뤽 세바스티앙 티보도                                               | 2015년 9월 8일   | 2015년 10월 20일 |
| 3   | 3  | "두 명의 블랙캣(카피캣)" 영어: Copycat 프랑스어: L'Imposteur                                                         | 토마 아스트뤽 | 세바스티앙 티보도 파스칼 부불                                                 | 2015년 9월 15일  | 2015년 10월 28일 |
| 4   | 4  | "백 투 더 레이디버그" 영어: Timebreaker 프랑스어: Chronogirl                                                         | 토마 아스트뤽 | 세바스티앙 티보도 미카엘 들라셰날                                             | 2015년 9월 22일  | 2015년 10월 23일 |
| 5   | 5  | "비둘기 신사의 역습" 영어: Mr. Pigeon 프랑스어: M. Pigeon                                                            | 토마 아스트뤽 | 기욤 모탈랑 세바스티앙 우르셀                                                 | 2015년 9월 29일  | 2015년 10월 23일 |
| 6   | 6  | "내 친구 알리야" 영어: Lady Wifi 프랑스어: Lady Wifi                                                                 | 토마 아스트뤽 | 세바스티앙 티보도                                                             | 2015년 10월 6일  | 2015년 10월 22일 |
| 7   | 7  | "파라오의 여인" 영어: The Pharaoh 프랑스어: Le Pharaon                                                               | 토마 아스트뤽 | 세드릭 바코니에르                                                             | 2015년 10월 13일 | 2015년 10월 21일 |
| 8   | 8  | "로저캅" 영어: Rogercop 프랑스어: Rogercop                                                                           | 토마 아스트뤽 | 드니 바르디오                                                                 | 2015년 10월 20일 | 2015년 10월 27일 |
| 9   | 9  | "널 그리고, 또 지우고" 영어: The Evillustrator 프랑스어: Le Dessinateur                                              | 토마 아스트뤽 | 마티외 쇼케                                                                   | 2015년 10월 27일 | 2015년 10월 26일 |
| 10  | 10 | "큐피트 [sic]의 화살"                                                                                                | 토마 아스트뤽 | 레지 졸랭                                                                     | 2015년 11월 3일  | 2015년 10월 29일 |
| 11  | 11 | "공포 영화 찍기" 영어: Horrificator 프랑스어: Horrificator                                                           | 토마 아스트뤽 | 프레드 르누아르                                                               | 2015년 11월 10일 | 2015년 10월 30일 |
| 12  | 12 | "그대를 기사로 임명하노라" 영어: Darkblade 프랑스어: Le Chevalier Noir                                               | 토마 아스트뤽 | 마티외 쇼케 레오니 드뤼데르                                                   | 2015년 11월 17일 | 2015년 12월 6일  |
| 13  | 13 | "딸을 위한 팬터마임" 영어: The Mime 프랑스어: Le Mime                                                                | 토마 아스트뤽 | 토마 아스트뤽 프랑수아 샤르피아 미카엘 들라셰날 카린 롤리숑 세바스티앙 티보도 | 2015년 11월 24일 | 2015년 12월 13일 |
| 2부 |    | |               |                                                                               |                  |                  |
| 14  | 14 | "탄생! 레이디버그 1" 영어: Ladybug & Cat Noir - Origins, Part 1 프랑스어: Ladybug et Chat Noir (Origines - Partie 1) | 토마 아스트뤽 | 토마 아스트뤽 켕탱 티보도 세바스티앙 티보도                                   | 2016년 3월 1일   | 2016년 10월 30일 |
| 15  | 15 | "탄생! 레이디버그 2" 영어: Stoneheart - Origins, Part 2 프랑스어: Cœur de pierre (Origines - Partie 2)               | 토마 아스트뤽 | 토마 아스트뤽 켕탱 티보도 세바스티앙 티보도                                   | 2016년 3월 8일   | 2016년 10월 30일 |
| 16  | 16 | "변신! 클로이" 영어: Antibug 프랑스어: Antibug                                                                       | 토마 아스트뤽 | 세바스티앙 티보도                                                             | 2016년 3월 15일  | 2016년 1월 31일  |
| 17  | 17 | "동물원의 폭주" 영어: Animan 프랑스어: Animan                                                                        | 토마 아스트뤽 | 세드릭 페랭 장크리스토프 에르베                                               | 2016년 3월 22일  | 2016년 1월 24일  |
| 18  | 18 | "쥘레카의 징크스" 영어: Reflekta 프랑스어: Reflekta                                                                  | 토마 아스트뤽 | 소피 로드위츠 에브 피슬레르                                                   | 2016년 3월 29일  | 2016년 2월 21일  |
| 19  | 19 | "외삼촌은 일류 요리사" 영어: Kung Food 프랑스어: Kung Food                                                           | 토마 아스트뤽 | 마티외 쇼케 프레드 르누아르                                                   | 2016년 4월 5일   | 2016년 1월 10일  |
| 20  | 20 | "인형술사 마농" 영어: The Puppeteer 프랑스어: La Marionnettiste                                                      | 토마 아스트뤽 | 세바스티앙 티보도                                                             | 2016년 4월 12일  | 2016년 2월 7일   |
| 21  | 21 | "게임 챔피언" 영어: Gamer 프랑스어: Le Gamer                                                                         | 토마 아스트뤽 | 기욤 모탈랑 세바스티앙 우르셀                                                 | 2016년 4월 19일  | 2016년 1월 17일  |
| 22  | 22 | "사생팬의 집착" 영어: Pixelator 프랑스어: Numéric                                                                    | 토마 아스트뤽 | 기욤 모탈랑 세바스티앙 우르셀                                                 | 2016년 4월 26일  | 2016년 3월 13일  |
| 23  | 23 | "악마의 기타리스트" 영어: Guitar Villain 프랑스어: Guitar Vilain                                                     | 토마 아스트뤽 | 세바스티앙 티보도                                                             | 2016년 5월 3일   | 2016년 2월 28일  |
| 24  | 24 | "카드 마스터의 분노" 영어: Simon Says 프랑스어: Jackady                                                              | 토마 아스트뤽 | 프레드 르누아르                                                               | 2016년 5월 10일  | 2016년 3월 27일  |
| 25  | 25 | "향수 공주" 영어: Princess Fragrance 프랑스어: Princesse Fragrance                                                   | 토마 아스트뤽 | 마티외 쇼케 레오니 드뤼데르                                                   | 2016년 5월 17일  | 2016년 3월 20일  |
| 26  | 26 | "수상한 전학생" 영어: Volpina 프랑스어: Volpina                                                                      | 토마 아스트뤽 | 마티외 쇼케 레오니 드뤼데르                                                   | 2016년 5월 24일  | 2016년 4월 3일   |

### 2기
| 1부 |    |                                                                       |                                                 |                                                                                          |                  |                  |
| 27  | 1  | "산타의 복수" 영어: Santa Claws 프랑스어: Pire Noël                   | 토마 아스트뤽                                   | 줄거리(story) 제레미 자그 각본(teleplay) 토마 아스트뤽 프레드 르누아르 세바스티앙 티보도 | 2018년 4월 2일   | 2016년 12월 11일 |
| 28  | 2  | "의문의 수집가" 영어: The Collector 프랑스어: Le Collectionneur       | 토마 아스트뤽                                   | 토마 아스트뤽 마티외 쇼케 프레드 르누아르 세바스티앙 티보도                              | 2018년 4월 2일   | 2017년 10월 26일 |
| 29  | 3  | "시청률의 여왕" 영어: Prime Queen 프랑스어: Audimatrix                | 토마 아스트뤽                                   | 토마 아스트뤽 마티외 쇼케 프레드 르누아르 세바스티앙 티보도                              | 2018년 4월 9일   | 2017년 10월 29일 |
| 30  | 4  | "사랑의 아이스크림" 영어: Glaciator 프랑스어: Glaciator               | 토마 아스트뤽 윌프리 팽                         | 토마 아스트뤽 마티외 쇼케 프레드 르누아르 세바스티앙 티보도                              | 2018년 4월 16일  | 2018년 1월 14일  |
| 31  | 5  | "곰인형의 분노" 영어: Despair Bear 프랑스어: Doudou Vilain            | 토마 아스트뤽 Jun Violet                        | 토마 아스트뤽 마티외 쇼케 프레드 르누아르 놀웬 피에르 세바스티앙 티보도                  | 2018년 4월 23일  | 2017년 10월 27일 |
| 32  | 6  | "아기거인" 영어: Gigantitan 프랑스어: Gigantitan                      | 토마 아스트뤽 크리스텔 아브그랄                 | 토마 아스트뤽 마티외 쇼케 프레드 르누아르 세바스티앙 티보도                              | 2018년 4월 30일  | 2017년 11월 26일 |
| 33  | 7  | "펜싱의 고수" 영어: Riposte 프랑스어: Riposte                         | 토마 아스트뤽 Jun Violet                        | 토마 아스트뤽 마티외 쇼케 프레드 르누아르 세바스티앙 티보도                              | 2018년 5월 7일   | 2017년 11월 1일  |
| 34  | 8  | "할머니와 깜짝 파티" 영어: Befana 프랑스어: La Béfana                 | 토마 아스트뤽 베누아 부셰르                     | 토마 아스트뤽 멜라니 뒤발 세바스티앙 티보도                                              | 2018년 5월 14일  | 2017년 10월 30일 |
| 35  | 9  | "고릴라가 된 경호원" 영어: Gorizilla 프랑스어: Gorizilla              | 토마 아스트뤽 베누아 부셰르                     | 토마 아스트뤽 마티외 쇼케 멜라니 뒤발 세바스티앙 티보도                                  | 2018년 5월 21일  | 2018년 5월 13일  |
| 36  | 10 | "로봇의 꿈" 영어: Robostus 프랑스어: Robostus                         | 토마 아스트뤽 윌프리 팽                         | 토마 아스트뤽 마티외 쇼케 프레드 르누아르 세바스티앙 티보도                              | 2018년 5월 28일  | 2017년 11월 3일  |
| 37  | 11 | "꼬마 악동, 사포티" 영어: Sapotis 프랑스어: Sapotis                   | 토마 아스트뤽 Jun Violet                        | 토마 아스트뤽 마티외 쇼케 프레드 르누아르 세바스티앙 티보도                              | 2018년 6월 4일   | 2018년 1월 21일  |
| 38  | 12 | "새로운 영웅" 영어: The Dark Owl 프랑스어: Le Hibou Noir              | 토마 아스트뤽 Jun Violet                        | 토마 아스트뤽 마티외 쇼케 프레드 르누아르 세바스티앙 티보도                              | 2018년 6월 11일  | 2017년 12월 10일 |
| 39  | 13 | "자유로운 영혼" 영어: Captain Hardrock 프랑스어: Capitaine Hardrock   | 토마 아스트뤽 윌프리 팽                         | 토마 아스트뤽 프레드 르누아르 장레미 페랭 세바스티앙 티보도                              | 2018년 6월 18일  | 2018년 5월 20일  |
| 2부 |    |                                                                       |                                                 |                                                                                          |                  |                  |
| 40  | 14 | "리듬에 맞춰!" 영어: Frightningale 프랑스어: Rossignoble              | 토마 아스트뤽 크리스텔 아브그랄 제레미 파올레티 | 토마 아스트뤽 멜라니 뒤발 프레드 르누아르 세바스티앙 티보도                              | 2018년 9월 7일   | 2018년 6월 10일  |
| 41  | 15 | "물의 마녀, 사이렌" 영어: Syren 프랑스어: Syren                       | 토마 아스트뤽 베누아 부셰르                     | 토마 아스트뤽 멜라니 뒤발 프레드 르누아르 세바스티앙 티보도                              | 2018년 9월 14일  | 2018년 6월 3일   |
| 42  | 16 | "사랑의 전도사, 좀비주" 영어: Zombizou 프랑스어: Zombizou             | 토마 아스트뤽 윌프리 팽                         | 토마 아스트뤽 윌프리 팽                                                                  | 2018년 9월 21일  | 2018년 5월 27일  |
| 43  | 17 | "트러블 메이커" 영어: Troublemaker 프랑스어: L'insaisissable          | 토마 아스트뤽 윌프리 팽                         | 토마 아스트뤽 마티외 쇼케 프레드 르누아르 놀웬 피에르 세바스티앙 티보도                  | 2018년 9월 28일  | 2018년 6월 17일  |
| 44  | 18 | "반전의 악당 리버서" 영어: Reverser 프랑스어: Inverso                 | 토마 아스트뤽 베누아 부셰르                     | 토마 아스트뤽 프레드 르누아르                                                            | 2018년 10월 5일  | 2018년 10월 7일  |
| 45  | 19 | "악몽을 부르는 샌드보이" 영어: Sandboy 프랑스어: Le Marchand de Sable | 토마 아스트뤽 Jun Violet                        | 토마 아스트뤽 멜라니 뒤발 프레드 르누아르 세바스티앙 티보도                              | 2018년 10월 12일 | 2018년 9월 30일  |
| 46  | 20 | "얼어 붙은 도시" 영어: Frozer 프랑스어: Le Patineur                   | 토마 아스트뤽 제레미 파올레티                   | 토마 아스트뤽 멜라니 뒤발 프레드 르누아르 세바스티앙 티보도                              | 2018년 10월 19일 | 2018년 10월 14일 |
| 47  | 21 | "거미 괴물, 아난시" 영어: Anansi 프랑스어: Anansi                     | 토마 아스트뤽 베누아 부셰르                     | 토마 아스트뤽 멜라니 뒤발 프레드 르누아르 세바스티앙 티보도                              | 2018년 10월 26일 | 2018년 9월 23일  |

### 3기

#### Part1
- 1. 카멜레온
- 2. 늑대아빠
- 3. 크리스마스터
- 4. 시간을 되돌리는 자, 백워더
- 5. 애니메이션 감독의 분노
- 6. 사라진 기억
- 7. 빼앗긴 목소리
- 8. 분노의 폭풍2
- 9. 전통을 지켜라!
- 10. 뿔 난 도깨비
- 11. 초능력도둑, 미라큘러
- 12. 미래에서 온 악당
- 13. 게이머 2.0

#### Part2
- 14. 돌아온 리플렉타
- 15. 우주 비행사의 꿈
- 16. 진실 혹은 거짓
- 17. 과거의 잘못
- 18. 우정의 시작
- 19. 분노의 연주자, 데스퍼라다
- 20. 남자들만의 파티
- 21. 인형술사 마농2
- 22. 화이트캣
- 23. 악동 사촌 필릭스
- 24. 억울한 누명
- 25. 사랑을 잃다
- 26. 진정한 선물

### 4기(대한민국 기준:2022년 1월 방영)
- 1. 트루스(2021년 4월 3일  RTS kids에서 방영)

빌런화된 인물: 루카 쿠페
- 2. 라이스(2021년 4월 10일 RTS kids에서 방영)

빌런화된 인물: 츠루기 카가미
- 3. 비밀결사단( 2021년 4월 17일 RTS kids에서 방영)

빌런화된 인물: 알리야 세제르, 쥘레카 쿠페, 뮐렌 아프렐, 로즈 라빌용, 알릭스 꿉델
- 4. 비둘기 신사의 역습 72(2021년 5월 23일 TFOU에서 방영)

빌런화된 인물: 자비에르
- 5. 싸이코메디언(2021년 1월 29일에 RTS에서 방영)

빌런화된 인물: 해리 클라운
- 6. 퓨리어스 푸'브라질어:Furious fu'( 2021년 3월 23일 Gloob에서 방영)

빌런화된 인물: 왕 푸

여담으로 위 에피소드는 세계 최초로 방영된 에피소드이다.
- 7. 솔로 크루져 '브라질어:Esgamadora' (2021년 5월 25일 Mundo Gloob에서 방영)

빌런화된 인물: 조이 리
- 8. 퀸 바나나(2021년 5월 30일 독일 디즈니에서 방영)

빌런화된 인물: 클로이 부르주아
- 9. 가브리엘 아그레스트(2020년 8월 6일 Mundo Gloob에서 제작 완료)

(2021년 11월 20일 디즈니에서 방영)
- 10. 메가 리치(2021년 7월 21일 Mundo Gloob에서 방영)

빌런화된 인물: 앙드레 부르주아
- 11. 길트립'브라질어:remonso'(2021년 5월 4일 Mundo Gloob에서 방영)

빌런화된 인물: 쥘레카 쿠페
- 12. 크로크듈(2021년 8월 3일 Mundo Gloob에서 방영)

빌런화된 인물: 자그드 스톤, 아날카 쿠패
- 13. 옵티가미(2021년 5월 30일 독일 디즈니에서 방영)

빌런화된 인물: 오드리 부르주아
- 14. 센티버블러 '브라질어:sentibolha'(2021년 7월 6일 Mundo Gloob에서 방영)

빌런화된 인물: 센티니노
- 15. 글라시에이터2 '미국어:         ' (2021년 10월 24일 방영)

빌런화된 인물: 앙드레 글라시에
- 16. 학산 (2021년 9월 14일 브라질 Mundo Gloob에서 방영)

빌런화된 인물: 마르코프,학산(컴퓨터 바이러스이며 마르코프를 로버스터스로 빌런화시킨 원인이다.)
- 17. 로켓티어 '브라질어:Lastimador'(2021년 7월 13일 Mundo Gloob에서 방영)

빌런화된 인물: 니노 라히프
- 18. 위시메이커(2021년 8월 7일 미국 디즈니에서 방영)

빌런화된 인물: 알렉 카달티
- 19.심플맨(2021년 9월 25일 Mundo Gloob에서 방영)

빌런화된 인물: 롤렌드 뒤팽
- 21. 디어리스트 패밀리(2021년 ×월×일 ?????에서 방영)

빌런화된 인물: 톰 뒤팽, 사빈 쳉, 지나 뒤팽, 롤렌드 뒤팽
- 22. 에메페럴(2021년 11월 7일 TF1에서 방영)

빌런화된 인물:아드리앙 아그레스트
- 23. 쿠로네코(2022년 1월 25일 Mundo Gloob에서방영)

- 24. 페널팀

빌런화된 인물:클로이 부르주아
- 25. 리스크(섀도우모스의 최후의 공격 1)

빌런화된 인물:프로기
- 26. 스트라이크 백(섀도우모스의 최후의 공격 2)

빌런화된 인물:프로기(25화와 26화가 이어지기 때문이다.)

## 관련 상품
《미라큘러스》 관련 장난감은 일본의 반다이사에서 발매되었다. 한국에서 인형이 발매됐다.

## 미라클스톤 책
모든 미라클스톤의 정보가 담겨져 있다. 이 책에 있는 문자를 해독하는 사람은 미라클스톤 전 수호자인 왕푸와 호크모스 밖에 없다고 알려져 있지만 마스터 수한,미국 수호자(본명:몽크 기적의 무당벌레 위키에 나온다.)도 해독 가능할걸로 보인다.

#### 무당벌레 미라클스톤 페이지
Ladybug : 레이디버그
Superheros : 슈퍼히어로
Thomas Astruc : 토마스 아스트릭 (감독명)
Mathilde : 인명/마리네뜨 뒤팽챙
Lucky Charm : 행운의 부적
Earrings : 귀걸이
Yoyo : 요요

#### 고양이 미라클스톤 페이지
Chat Noir : 블랙캣
Narcissique : 자기도취
Baton : 봉

#### 여우 미라클스톤 페이지
Volpina : 레나 루즈가 진짜 영웅이다.
무기 : 피리로 환각을 만듬.

#### 벌 미라클스톤 페이지
무기 : 팽이

#### 나비 미라클스톤 페이지
능력: 사람들의 악한 마음을 먹이로 조종한다.

#### 공작 미라클스톤 페이지
능력: 상상괴물을 만드는 것이다.
(섀도모스의 등장으로 공작 미라클스톤이 아주 크게 변화했다.)